# Porto Acre
Porto Acre is een gemeente in de Braziliaanse deelstaat Acre. De gemeente telt 14.682 inwoners (schatting 2009).

## Aangrenzende gemeenten
De gemeente grenst aan Bujari, Rio Branco, Senador Guiomard, Boca do Acre (AM) en Lábrea (AM).